# Morcego
O morcego é um animal mamífero da ordem Chiroptera, cujos integrantes apresentam uma fina membrana de pele entre os dedos, a qual se estende até as patas e se conecta às laterais do corpo, formando as asas. Distinguem-se das aves, pois estas possuem penas suportadas por ossos. Os morcegos são os únicos mamíferos com voo verdadeiro. No Brasil, o morcego pode ser raramente chamado pelos seus nomes indígenas andirá ou guandira.
Esse grupo abrange 21 famílias e 237 gêneros . Representam um quinto (~ 20%) de toda as espécies de mamíferos do mundo  São pelo menos 1 447 espécies, que possuem uma enorme variedade de formas e tamanhos, podem ter uma envergadura de cinco centímetros a dois metros, uma enorme capacidade de adaptação a quase qualquer ambiente (só não ocorrem nos polos) e uma ampla diversidade de hábitos alimentares.
Tradicionalmente, os quirópteros dividam-se em duas subordem: a Subordem Microchiroptera), que seriam os morcegos capazes de ecolocalizar pela laringe, e a Subordem Megachiroptera, que não apresentava a capacidade de ecolocalizar pela laringe. Entretanto, estudos moleculares indicaram que essa classificação não está de acordo com a filogenia do grupo, portanto, a classificação mais adequada atualmente é a divisão dos quirópteros em Yangochiroptera e Yinpterochiroptera 
Os morcegos têm a dieta mais variada entre os mamíferos, pois podem comer frutos, sementes, folhas, néctar, pólen, artrópodes, pequenos vertebrados, peixes e sangue. Cerca de 70% dos morcegos são insetívoros, alimentando-se de insetos, sendo praticamente todo o restante frugívoros, ou seja, alimentam-se de frutas. Somente três espécies se alimentam exclusivamente de sangue: são os chamados morcegos hematófagos ou vampiros, encontrados apenas na América Latina. Dessa maneira, morcegos contribuem substancialmente para a estrutura e dinâmica dos ecossistemas, pois atuam como polinizadores, dispersores de sementes, predadores de insetos (incluindo pragas agrícolas), fornecedores de nutrientes em cavernas e vetores de doenças silvestres, dentre outras funções. Possuem ainda o extraordinário sentido da ecolocalização (biossonar ou orientação por ecos), que utilizam para orientação, busca de alimento e comunicação.

## Etimologia
O termo "morcego" tem origem no nome arcaico para "rato", "mur" (do latim mure) com "cego", significando, portanto, "rato cego".
No Brasil também se usam raramente os termos "andirá" ou "guandira" que têm sua origem no tupi andyrá.
A ordem dos morcegos, "Chiroptera", tem sua origem etimológica nos termos gregos χείρ [cheir], "mão" e πτερόν [pterón], "asa".

## Classificação
Há duas subordens clássicas de morcegos:
1. Megachiroptera, raposas-voadoras;
2. Microchiroptera, verdadeiros morcegos.

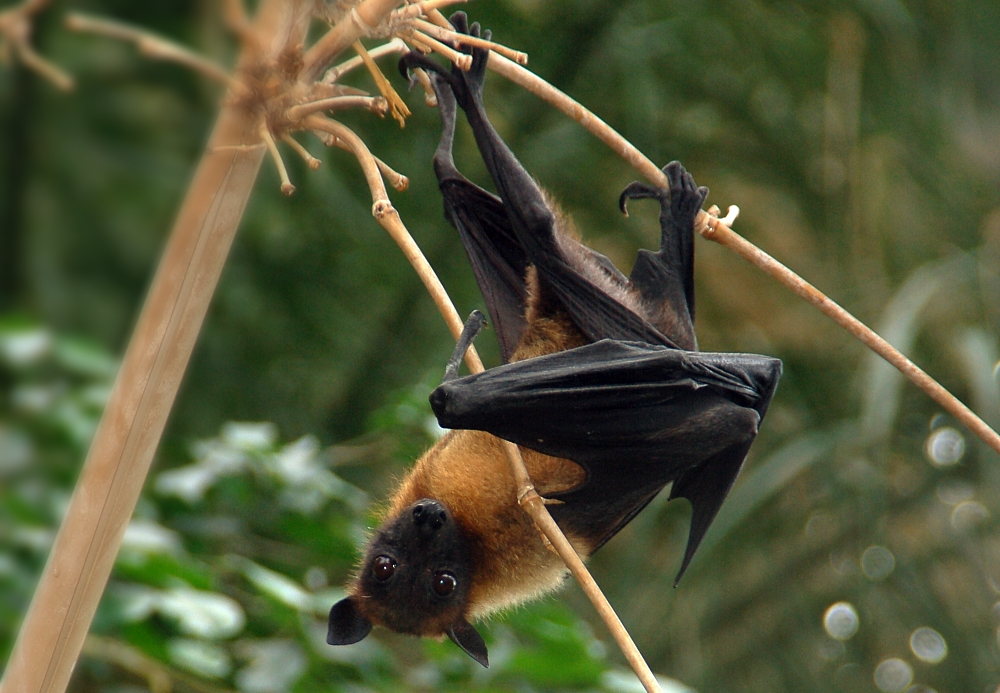
Uma raposa-voadora Pteropus giganteus (Megachiroptera: Pteropodidae).

Os Megachiroptera são encontrados na África, Oceania e Ásia. Como o seu nome indica, nesta subordem que encontram-se os maiores morcegos do mundo, os quais chegam a 2 metros de envergadura e comem frutas. Não utilizam a ecolocalização, à excepção do gén. Rousettus. A subordem Microchiroptera contém os mais variados hábitos alimentares, comendo desde frutas (frugivoros) até peixes (piscivoro), e com freqüência dependem da ecolocalização para navegação e para encontrar presas. Três espécies se destacam por terem desenvolvido um hábito alimentar por sangue, os hematófagos: Desmodus rotundus, Diphylla ecaudata e Diaemus youngi).
Acreditava-se que essas duas subordens tinham se desenvolvido de forma independente e que suas características similares eram resultado de evolução convergente. Porém, análises filogenéticas mostraram que os dois grupos têm um ancestral voador comum. Estudos filogenéticos mais recentes, feitos com dados moleculares, têm mantido essa teoria do ancestral comum (a ordem Chiroptera seria mesmo um grupo monofilético). Porém, a divisão em duas subordens está sendo alterada, porque na verdade as raposas-voadoras parecem estar contidas dentro de uma linhagem evolutiva dos demais morcegos.
Sabe-se pouco sobre a origem dos morcegos, já que seus esqueletos são pequenos e delicados e os ambientes em que viviam (florestas e cavernas) não eram favorávies a fossilização. A espécie mais antiga conhecida, o Onychonycteris finneyi, viveu no Eoceno inferior há cerca de 52,5 milhões de anos.. Outros fósseis desse período também foram descobertos, como Icaronycteris, Archaeonycteris, Palaeochropteryx e Hassianycteris, mas eles já eram muito semelhantes aos Microchiroptera modernos.. Além disso, foram descobertos fósseis de Megachiroptera datados do Oligoceno médio (cerca de 30 milhões de anos atrás). Os morcegos eram usualmente agrupados, junto com os Scandentia, Dermoptera e primatas, na superordem Archonta, mas novos estudos genéticos, morfológicos e paleontológicos revelaram que os morcegos não ligam-se a estes animais. Com a exclusão dos Chiroptera, o grupo passou a ser batizado de Euarchonta. Os morcegos parecem estar mais relacionados com uma fauna originada no supercontinente Laurasia, os Laurasiatheria, que incluem também os insetívoros verdadeiros (Eulipotyphla), ungulados (Artiodactyla e Perissodactyla, Carnivora e os pangolins (Pholidota).
Classificação moderna dos morcegos:
- Ordem Chiroptera Blumenbach, 1779
  - Subordem Yinpterochiroptera Springer, Teeling, Madsen, Stanhope & de Jong, 2001
    - Pteropodidae Gray, 1821
    - Superfamília Rhinolophoidea
      - Craseonycteridae Hill, 1974
      - Megadermatidae H. Allen, 1864
      - Rhinolophidae Gray, 1825
      - Rhinopomatidae Bonaparte, 1838

  - Subordem Yangochiroptera Koopman, 1985
    - Superfamília Emballonuroidea Van den Bussche & Hoofer, 2004
      - Emballonuridae Gervais, 1855
      - Nycteridae Van der Hoeven, 1855

    - Superfamília Vespertilionoidea
      - Molossidae Gervais, 1856
      - Natalidae Gray, 1866
      - Vespertilionidae Gray, 1821

    - Superfamília Noctilionoidea
      - Furipteridae Gray, 1866
      - Mormoopidae Saussure, 1860
      - Mystacinidae Dobson, 1875
      - Myzopodidae Thomas, 1904
      - Noctilionidae Gray, 1821
      - Phyllostomidae Gray, 1825[16]
      - Thyropteridae Miller, 1907

## Anatomia

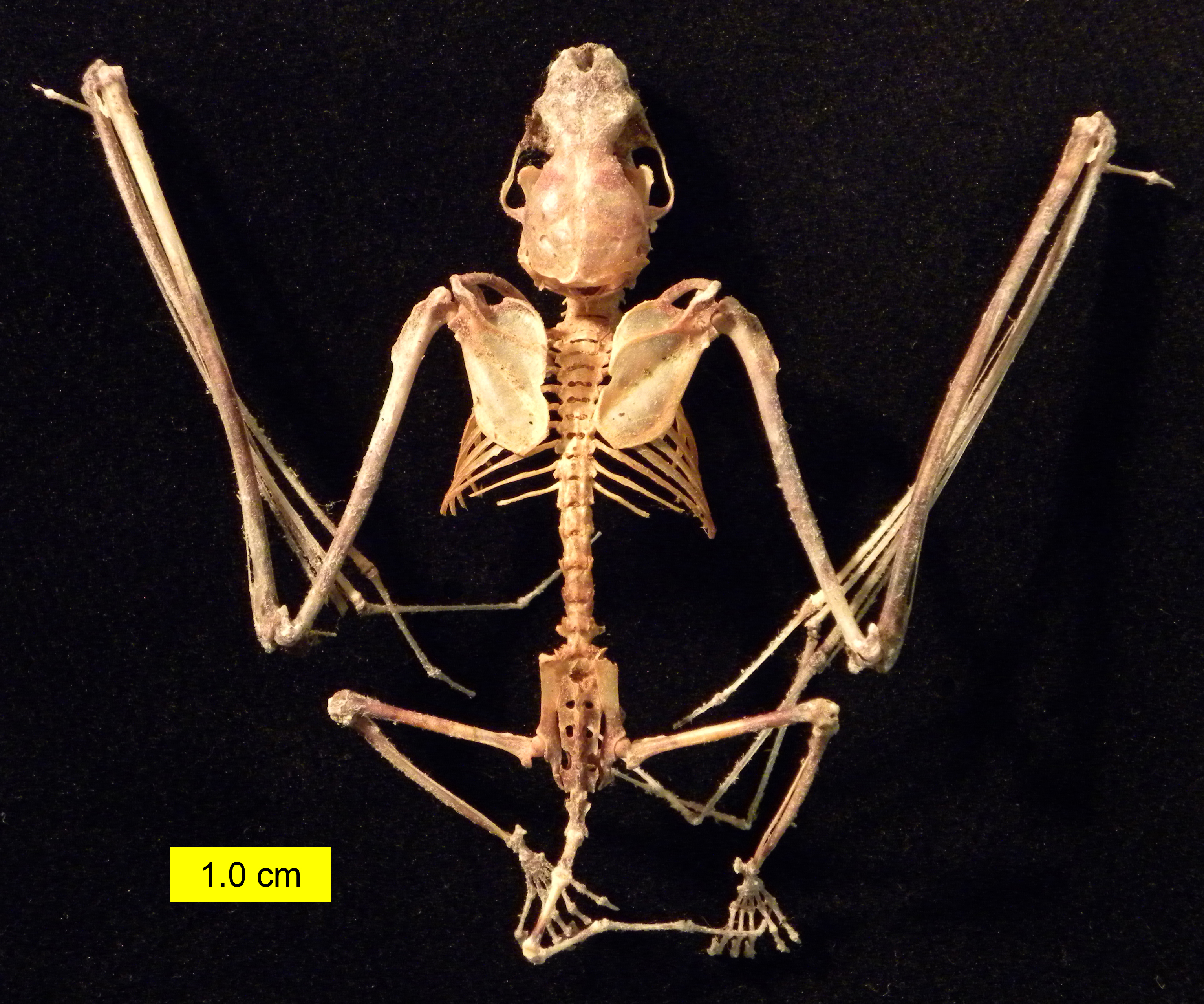
Foto do esqueleto de morcego.

O osso do metacarpo e o segundo e quinto dedos dos membros anteriores são alongados, e entre eles existe uma membrana, chamada "feiosa brósiliti quiropatágio". A membrana se estende dos dedos até ao lado do corpo e deste até à base dos membro posteriores. A asa inteira de um morcego é chamada "patágio". Muitas espécies têm também uma membrana entre os membros posteriores incluindo a cauda. Esta membrana é o "uropatágio".

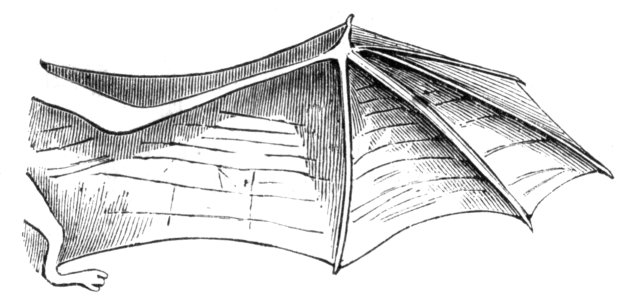
Desenho de asa de morcego.

O patágio está cheio de delicados vasos sanguíneos, fibras musculares e nervos. No tempo frio, os morcegos enrolam-se em suas próprias asas como num casaco. No calor, eles as expandem para refrescar seus corpos.
O polegar e, às vezes, o segundo dedo dos membros anteriores, têm garras, bem como os cinco dedos dos membros posteriores. As garras traseiras permitem aos morcegos agarrarem-se aos galhos ou saliências. Os morcegos conseguem se locomover no solo, porém de forma desajeitada. Apenas os hematófagos (América do Sul) e mistacinídeos (Nova Zelândia) possuem hábitos cursoriais desenvolvidos, com adaptações para esse estilo de vida.
Quase todos os morcegos são ativos à noite ou ao crepúsculo, com exceção do grupo das raposas-voadoras, que inclui muitas espécies diurnas. Os seus sentidos de olfato, paladar e audição são excelentes e, ao contrário do que muitos pensam, morcegos possuem uma boa visão. Eles possuem também o sentido da ecolocalização (biossonar), que levou a diversas modificações morfológicas em várias espécies de morcegos, chegando a aparências bizarras como a dos morcegos Centurio. Algumas espécies de morcegos estão entre os tetrápodes voadores vivos mais rápidos do planeta. A espécie morcego-sem-rabo-brasileiro (Tadarida brasiliensis) alcança velocidades de até 160 km/h.
Seus dentes, no geral, se parecem com os dos mamíferos da ordem Eulipotyphla (toupeiras e musaranhos). Porém, há uma grande variedade de dentições entre os morcegos, relacionadas às suas linhagens evolutivas e hábitos alimentares. Por exemplo, morcegos frugívoros costumam ter um grande número de dentes, tendo molares e pré-molares bem largos e fortes, que usam para mastigar a polpa fibrosa de muitos frutos. Já morcegos que se alimentam de néctar têm poucos dentes, que são de menor tamanho, já que esses morcegos só bebem líquidos. Morcegos-vampiros, por sua vez, têm dentes incisivos grandes e afiados, que usam para fazer cortes precisos e superficiais nas suas presas, das quais lambem o sangue.

## Ecolocalização
A maioria dos morcegos possui um sexto sentido, aliado aos cinco a que nós humanos estamos acostumados: a ecolocalização, ou seja, orientação por ecos. Este sentido funciona, basicamente, da seguinte maneira: o morcego emite ondas ultrassônicas (frequência maior que 20 000 Hz, inaudíveis para humanos) pelas narinas ou pela boca, dependendo da espécie. Essas ondas atingem obstáculos no ambiente, onde sofrem reflexão e voltam na forma de ecos. Esses ecos são percebidos pelos morcegos com uma frequência maior que a emitida originalmente, devido à aproximação entre os mesmos e os obstáculos. Com base no tempo em que os ecos demoraram a voltar, nas direções de onde vieram, e na frequência relativa dos ecos (efeito Doppler), os morcegos sentem se há obstáculos no caminho, assim como suas distâncias, formas e velocidades relativas. Isso é especialmente útil para caçar insetos voadores, por exemplo, mas morcegos com outras dietas também usam bastante esse sentido.
Alguns dos ancestrais dos morcegos — musaranhos e toupeiras (mamíferos da ordem Eulipotyphla) — já possuíam um sistema de ecolocalização rudimentar. Supõe-se que os morcegos desenvolveram seu sistema sofisticado como uma novidade evolutiva, eventualmente perdido nas raposas-voadoras, tendo algumas espécies desenvolvido posteriormente um sistema rudimentar baseado em cliques da língua. Outros sistemas de ecolocalização evoluíram de forma independente em golfinhos, baleias, andorinhões e outros animais.
A ecolocalização também pode ser chamada de biossonar, pois a partir desse sistema natural foram desenvolvidos os sonares de navios e os aparelhos de ultrassom. Na verdade, nenhuma "imitação humana" se compara à qualidade do sistema natural. Assim, os morcegos contam com um recurso muito importante para animais que precisam se orientar à noite ou em ambientes escuros, como as cavernas. A eficiência da ecolocalização varia entre as espécies de morcegos, sendo que os de hábito alimentar insetívoro, ou predadores de insetos em geral, possuem-no mais desenvolvido. A ecolocalização é importante também para morcegos que se alimentam de plantas, pois ela os ajuda a encontrar frutos e flores, e reconhecer suas espécies com base no padrão de ecos que produzem.
Alguns morcegos usam a ecolocalização também para se comunicar com outros indivíduos da mesma espécie; isso é importante principalmente no reconhecimento entre mães e filhotes. Já se tem estudado aplicações da ecolocalização na orientação de pessoas cegas.
Morcegos vampiros (subfamília Desmodontinae) tem ainda um sétimo sentido, a termopercepção.

## Reprodução

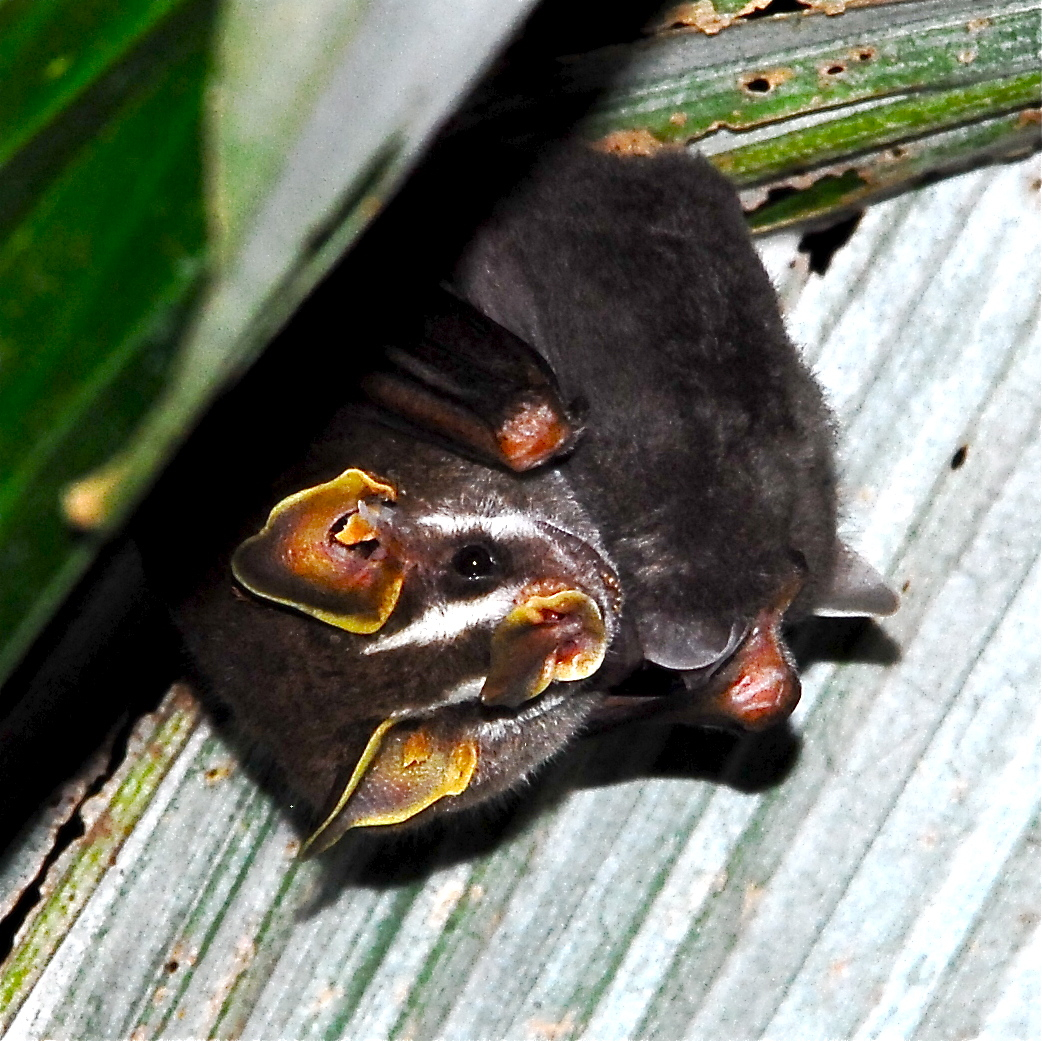
Um morcego Artibeus cinereus cuidando do seu filhote debaixo de uma tenda feita em uma folha, fotografado na Reserva Michelin, Brasil

Um morcego recém-nascido agarra-se à pele da mãe e é transportado, embora logo se torne grande demais para isto. Seria difícil para um adulto carregar mais de uma cria, portanto normalmente nasce apenas uma. Os morcegos frequentemente formam colônias-berçário, com muitas fêmeas dando à luz na mesma área, seja uma caverna, um oco de árvore ou uma cavidade numa construção. A gestação dura de dois (em algumas espécies de morcegos frugívoros) a sete meses (em morcegos hematófagos), variando conforme a espécie. Em algumas espécies duas glândulas mamárias estão situadas entre o peito e os ombros (axilares), mas também podem ser peitorais ou abdominais.
Embora a habilidade de voar seja congênita, imediatamente após o nascimento as asas ainda são pequenas demais para voar. Os jovens morcegos da ordem Microchiroptera se tornam independentes com a idade de seis a oito semanas, os da ordem Megachiroptera não antes dos quatro meses. Com a idade de dois anos os morcegos estão sexualmente maduros.
A maioria dos morcegos tem apenas um filhote por gestação e de uma a duas gestações por ano. Há exceções como os morcegos do gênero Lasiurus, que costumam ter quadrigêmeos, e alguns morcegos Myotis, que podem ter três ou quatro gestações por ano. A expectativa de vida do morcego vai de quatro a trinta anos, variando muito conforme a espécie. Morcegos que se alimentam de plantas costumam ter sua sazonalidade reprodutiva influenciada pela oferta dos frutos ou flores de que mais gostam, porém em alguns locais as variações no clima podem ser muito importantes.
Morcegos apresentam uma grande variedade de comportamentos reprodutivos. Em geral, a maioria das espécies de morcegos é poligínica, ou seja, um macho dominante mantém o controle sobre várias fêmeas (harém), enquanto machos subordinados lutam para conseguir copular secretamente com algumas delas. Há espécies de morcegos em que os machos têm glândulas de cheiro nos ombros ou pescoço, usadas para emitir odores que atraem as fêmeas. Em outras espécies os machos têm ornamentos, como cristas na cabeça, que desempenham um papel na seleção sexual. Além disso, algumas espécies apresentam comportamentos sexuais bem curiosos, como até mesmo felação.

## Inimigos naturais
Os morcegos pequenos são, às vezes, presas de corujas e falcões. De maneira geral, há poucos animais capazes de caçar um morcego. Na Ásia, existe um tipo de falcão que se especializou em caçar morcegos. O gato doméstico é um predador regular em áreas urbanas: pega morcegos que estão entrando ou deixando um abrigo, ou no chão. Poucos morcegos descem ao chão para se alimentar, salvo casos observados nos gêneros Artibeus e Centurio. Morcegos podem ir ao chão devido a acidentes enquanto estão aprendendo a voar, em tempo ruim, como estratégia de aproximação ou então quando estão doentes. Também existem relatos de algumas espécies de sapos e lacraias cavernícolas que predam morcegos, além, é claro, de morcegos carnívoros maiores, especialmente da tribo Vampirinii, que se alimentam dos menores. Marsupiais neotropicais, como gambás e cuícas da família Didelphidae, também costumam predar morcegos. Cobras também são importantes predadores de morcegos. Há também registros de predação de morcegos do gênero Myotis por bem-te-vis.
Os piores inimigos dos morcegos são os parasitas. As membranas, com seus vasos sanguíneos, são fontes ideais de alimento para pulgas e carrapatos. Alguns grupos de insetos sugam apenas o sangue de morcegos, por exemplo as moscas-de-morcego, pertencentes às famílias Streblidae e Nycteribiidae. Nas suas cavernas, os morcegos ficam pendurados muito próximos: portanto, torna-se fácil para os parasitas infestar novos hospedeiros.

## Interações com plantas

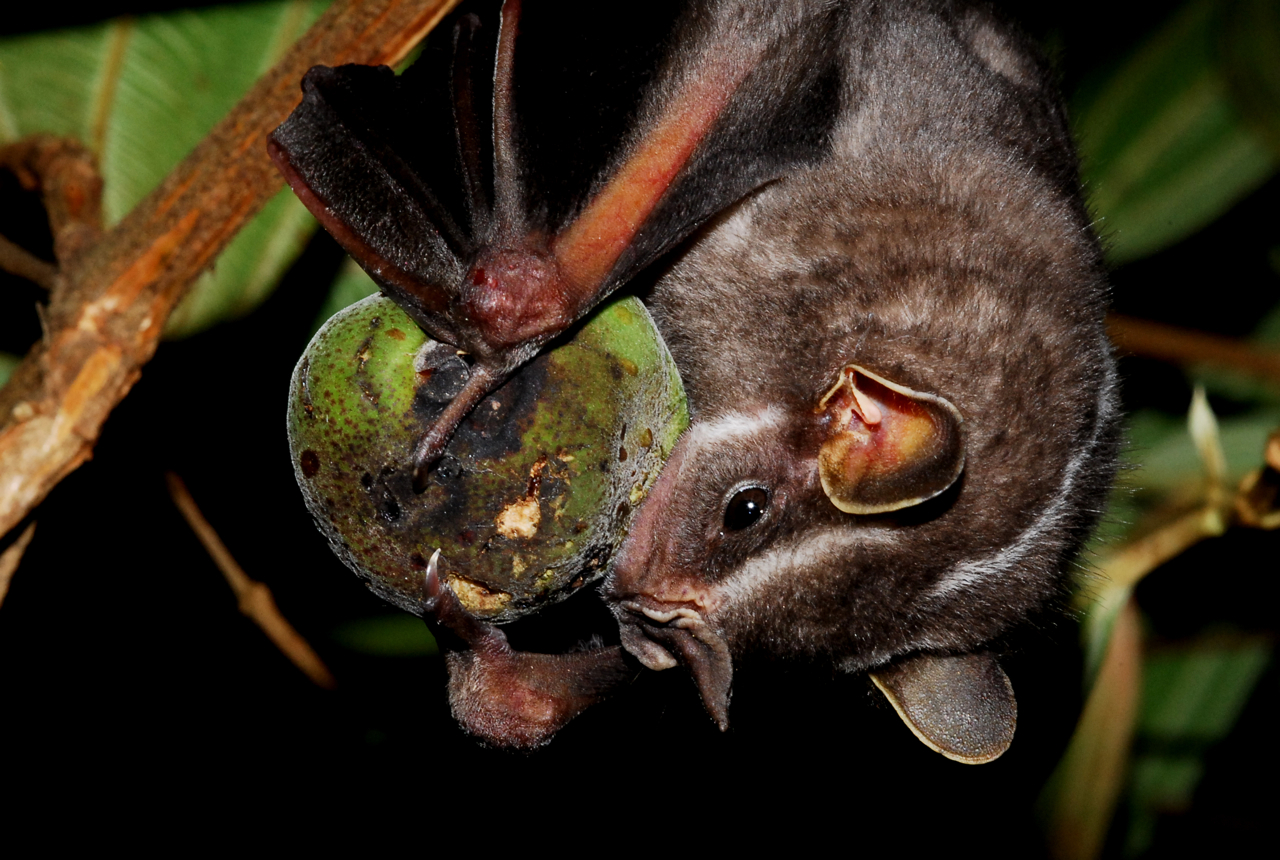
Um morcego Platyrrhinus lineatus se alimentando de um fruto de caqui-do-cerrado (Diospyros hispida), fotografado na reserva da Universidade Federal de São Carlos, no Brasil.

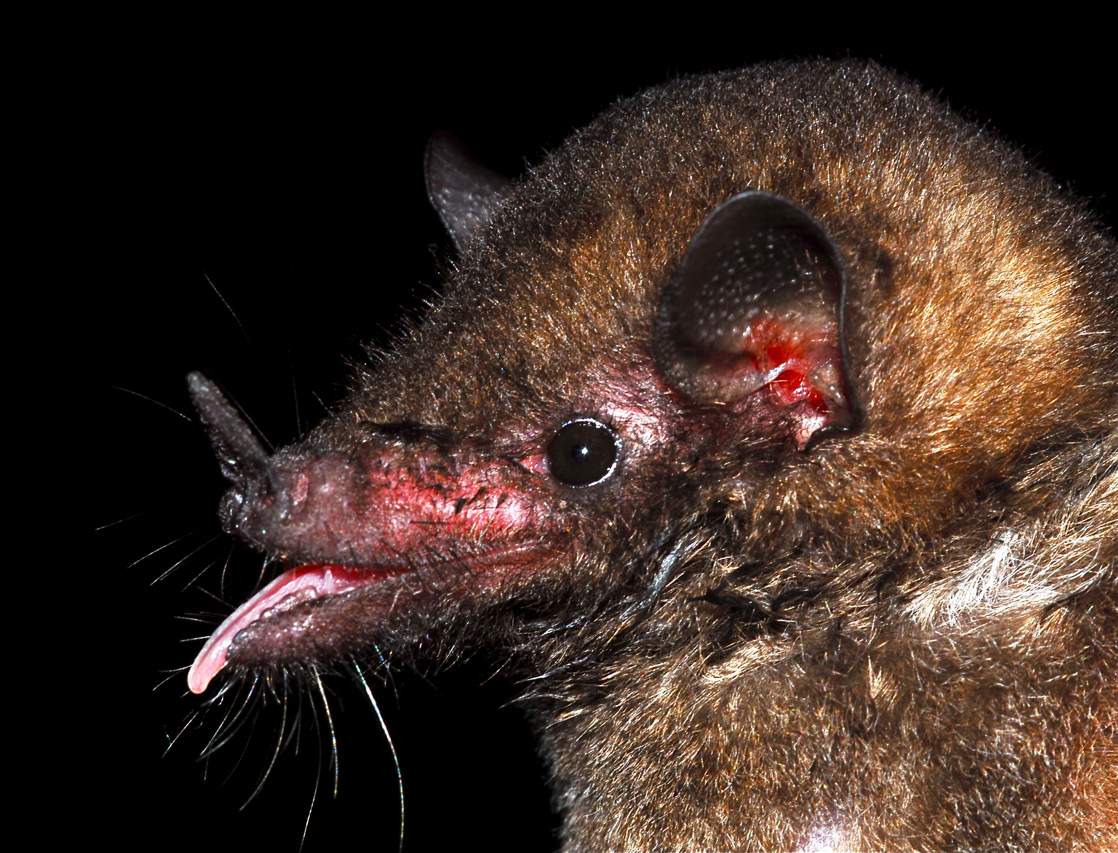
Um típico morcego nectarívoro (Lichonycteris obscura), fotografado na Reserva Michelin, no Brasil. Na foto, é possível ver o focinho e parte da língua, geralmente muito alongados em morcegos que se alimentam de flores.

Os morcegos interagem com plantas de diversas formas, como por exemplo através do consumo de frutos e sementes, do consumo de néctar e pólen, do consumo de folhas, da construção de tendas em folhas e do uso de cavidades em árvores como abrigos. Essas interações podem ser classificadas quanto ao seu resultado para os morcegos e as plantas em quatro tipos: comensalismo, ao utilizarem partes da planta como abrigo, sem causar-lhe prejuízo; parasitismo, quando consomem partes da planta sem matá-la, causando-lhe algum prejuízo; predação, caso matem as sementes ao consumirem os frutos; mutualismo, quando ambas as partes de beneficiam da interação, como no caso da polinização e da dispersão de sementes.
Atendendo a que o comensalismo não afeta a planta, o parasitismo por morcegos não chega a ser muito intenso e a predação também não é muito frequente (já que os morcegos não costumam danificar sementes, exceto pelos morcegos Chiroderma), o mutualismo é a interação que desperta mais interesse, tanto pela sua frequência quanto pela sua grande importância ecológica. Há duas formas básicas de mutualismo entre morcegos e plantas: a polinização e a dispersão de sementes.
Na polinização, os morcegos visitam flores para consumir néctar, e acabam por transportar o pólen de uma flor a outra da mesma espécie, ajudando assim na reprodução das plantas visitadas. Algumas plantas, como algumas espécies de agave (matéria-prima da tequila), dependem fortemente de morcegos para sua polinizacão; outras, como a Dyssochroma viridiflorum, dependem de morcegos tanto para a polinização quanto para a dispersão de sementes. Os principais morcegos envolvidos nesse tipo de mutualismo no Novo Mundo pertencem às subfamílias Glossophaginae, Brachyphyllinae e Lonchophyllinae (Phyllostomidae), e à subfamília Macroglossinae (Pteropodidae) no Velho Mundo. Os morcegos mais especializados em se alimentar de néctar geralmente tem poucos dentes e algumas espécies tem línguas extremamente compridas, que as ajudam a alcançar o fundo dos tubos florais de plantas muito especializadas na polinização por morcegos. Algumas plantas especializadas na polinização por morcegos têm até mesmo estruturas florais que ajudam na sua detecção através de ultra-sons.
Na dispersão de sementes, os morcegos pegam frutos de diferentes plantas para comer e, ao fazerem isso, ingerem ou carregam as sementes, dependendo do tamanho. Com isso eles transportam as sementes por longas distâncias, ajudando também na reprodução das plantas e na colonização de novas áreas. No Novo Mundo, os principais morcegos dispersores pertencem às subfamílias Carolliinae e Stenodermatinae (Phyllostomidae), sendo responsáveis pela dispersão de mais de 500 espécies de plantas. No Velho Mundo, os morcegos frugívoros pertencem a diferentes subfamílias de Pteropodidae. Morcegos usam diversos critérios para escolher os frutos que vão comer, dentre eles o tamanho, a cor, o odor, a forma e a posição na planta. Há morcegos frugívoros que, além de dispersarem sementes, podem também consumir algumas, sendo classificados como predadores de sementes; é o caso dos filostomídeos do gênero Chiroderma, que possuem adaptações fisiológicas e morfológicas para a granivoria. As interações entre as diversas espécies de morcegos e plantas que vivem juntas em uma dada localidade formam redes complexas, que são responsáveis pela manutenção do serviço ambiental de dispersão de sementes, especialmente de plantas pioneiras (ou seja, as primeiras a chegar em uma comunidade). Essas redes complexas de morcegos e frutos têm propriedades diferentes das redes de aves e frutos, e portanto umas complementam os serviços das outras.
Uma outra forma muito interessante de interação entre morcegos e plantas é a construção de tendas em folhas. Ainda não há consenso se essa interação é um comensalismo ou um parasitismo. Muitas informações interessantes podem ser consultadas em um livro de 2007 sobre morcegos fazedores de tendas. Esse hábito de construir tendas e levar frutos para comer debaixo delas pode até resultar em benefícios para a dispersão de sementes de outras plantas.

## Morcegos e doenças

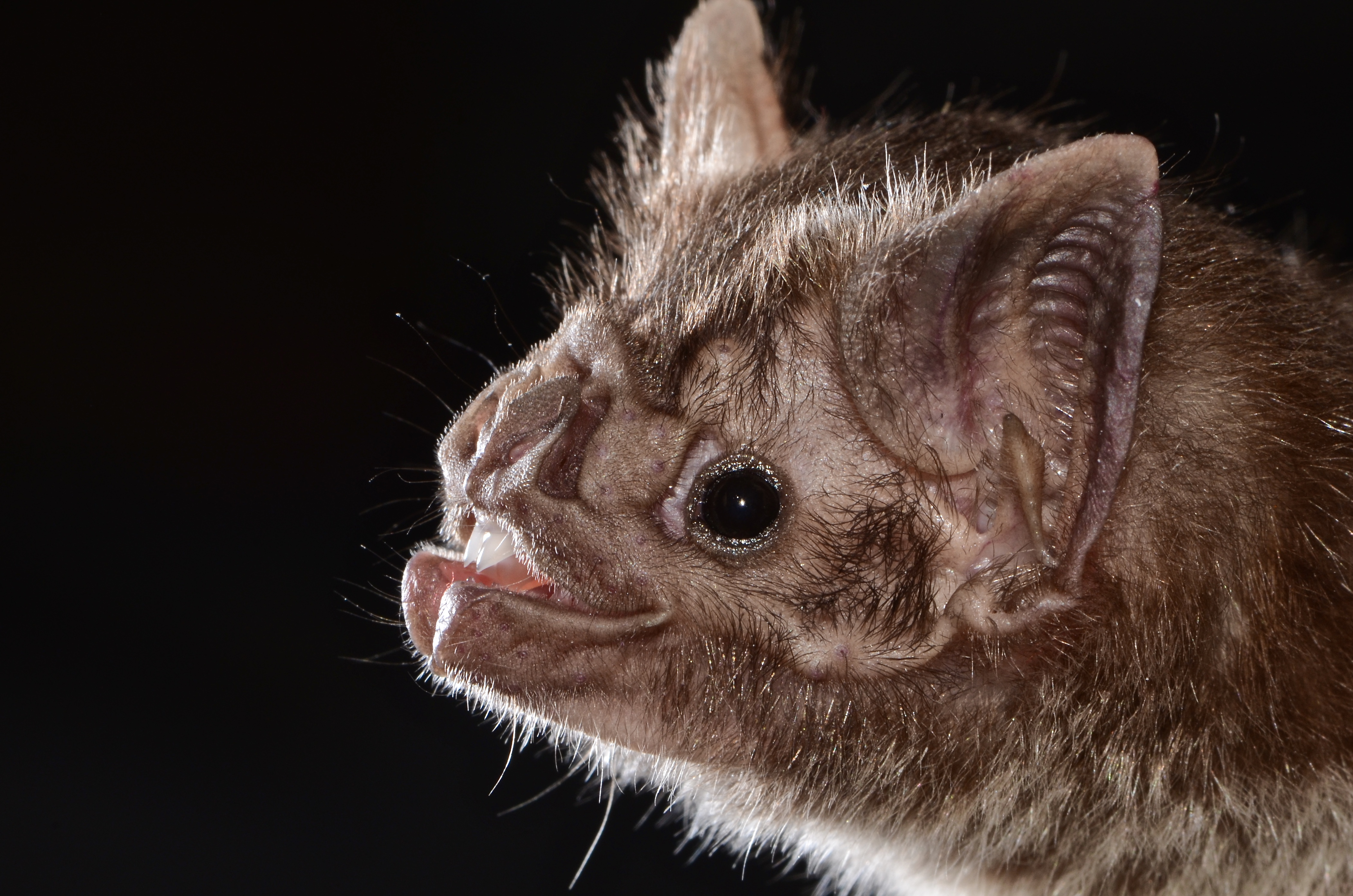
Um morcego-vampiro-comum (Desmodus rotundus), fotografado no Parque Estadual do Rio Doce, Brasil.

Ainda que o perigo de transmissão de raiva se resuma aos locais onde essa doença é endêmica, dos poucos casos relatados anualmente em algumas localidades, a maioria é causada por mordidas de morcegos. Porém, na maioria dos lugares, especialmente nas cidades, os principais transmissores da raiva ainda são cães e gatos.
Embora a maioria dos morcegos não tenha raiva, os que têm podem ficar pesados, desorientados, incapazes de voar, o que torna mais provável que entrem em contato com seres humanos. Outras mudanças no comportamento do morcego contaminado são atividade alimentar diurna, hiperexcitabilidade, agressividade, tremores, falta de coordenação dos movimentos, contrações musculares e paralisia, seguida de óbito. O maior problema relacionado à raiva transmitida por morcegos são as mortes de animais de criação, principalmente bois. Os principais morcegos transmissores de raiva são da subfamília Desmodontinae (família Phyllostomidae), os famosos morcegos-vampiros, porém outros morcegos também podem se contaminar e transmitir a doença.
Embora não se deva ter um medo desmesurado de morcegos, deve-se evitar manipulá-los ou tê-los no lugar onde se vive, tal como acontece com qualquer animal selvagem. Isso porque os animais selvagens não tomam vacinas e nem visitam o veterinário, ao contrário dos animais domésticos.
Os morcegos-vampiros têm dentes muito afiados, então podem morder uma pessoa adormecida sem que sejam sentidos. Além disso, eles são muito pequenos (cerca de 30 g), seu ataque é muito sutil e sua mordida é superficial, por isso é difícil que acordem a presa. Morcegos vampiros tem ainda um sentido especial, a termopercepção, que funciona através de mecanismos fisiológicos finamente ajustados. A termopercepção os auxilia a descobrir os vasos sanguíneos superficiais, propiciando assim uma mordida mais superficial e, portanto, menos dolorida. Morcegos-vampiros não têm anestésico na saliva, ao contrário do que algumas pessoas acreditam. Porém, eles têm um forte anticoagulante na saliva, que retarda a cicatrização da ferida, permitindo que se alimentem por mais tempo; essa substância tem sido estudada para a elaboração de remédios para a circulação.
Se um morcego for encontrado em uma casa e não se puder excluir a possibilidade de exposição, o morcego deve ser capturado e imediatamente encaminhado para o centro local de controle de zoonoses para ser observado. Isto também se aplica se o morcego for encontrado morto. Se for certo que ninguém foi exposto ao morcego, ele deve ser retirado da casa. A melhor forma de fazê-lo é fechar todas as portas e janelas do cômodo exceto uma para o exterior. O morcego logo sairá.

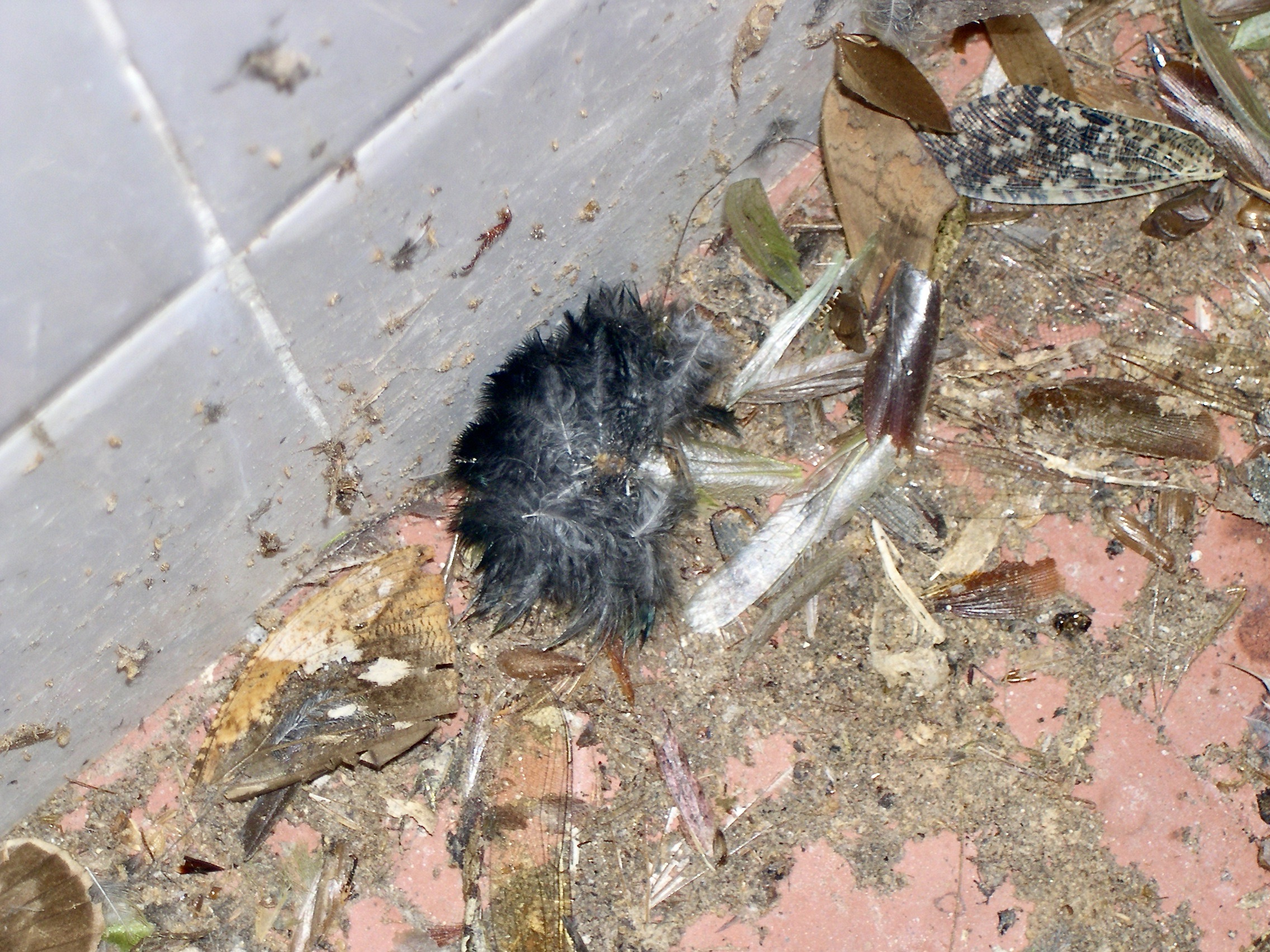
Fezes e restos de alimentos em um abrigo noturno de morcegos do gênero Lophostoma, fotografado no Parque Estadual da Ilha do Cardoso, Brasil.

Além de desempenharem um papel importante no ciclo da raiva, os morcegos também estão envolvidos com outras zoonoses endêmicas e emergentes. Vale ressaltar que os morcegos não são mais ou menos perigosos do que outros animais, pois muitos deles, silvestres ou domésticos, podem transmitir e sofrer com doenças. Nos locais onde a raiva não é endêmica, como na maior parte da Europa ocidental, pequenos morcegos são considerados inofensivos.
Uma dessas outras doenças associadas a morcegos é a histoplasmose. Ela é uma doença respiratória causada por fungos que crescem na fezes de morcegos, aves e outros animais. Quando essas fezes (guano) se acumulam em grande quantidade em locais escuros, quentes e abafados, o risco de histoplasmose torna-se alto. Por isso, ao entrar em locais cheios de fezes, como forros de telhado e cavernas, onde há colônias de morcegos ou aves, é importante usar equipamentos de proteção individual, como máscara com filtro, óculos e luvas.
Nas últimas décadas, descobriu-se que os morcegos atuam também como reservatórios de coronavírus, ebolavírus, hantavírus e leishmaniose. Essa relação bem estudada entre morcegos, vírus e outros patógenos fez com que, assim que estourou a pandemia de Covid-19, fosse imediatamente sugerido que os morcegos pudessem ter originado essa doença emergente. Até o momento, as evidências científicas sugerem que o novo coronavírus (SARS-Cov-2) pode ter mesmo surgido originalmente em morcegos. Contudo, antes de pular para os humanos, ele provavelmente passou primeiro para um hospedeiro intermediário (pangolim, civeta ou outro animal). Essas hipóteses ainda estão sendo investigadas por cientistas do mundo todo através de diferentes abordagens. A Covid-19 é uma doença muito nova e a origem dela, assim como sua prevenção e tratamento, precisam ser estudadas mais a fundo.
Apesar dessa relação entre morcegos e zoonoses, não há motivo para ter medo desses magníficos animais, pois eles desempenham papéis fundamentais na natureza e não nos causam problemas, se deixados em paz. Os morcegos, assim como todos os animais silvestres, devem ser protegidos e respeitados. Devemos proteger também seus habitats, além de parar com a caça e o tráfico ilegais, se quisermos evitar que novas doenças emergentes passem para os humanos. E precisamos ter cuidado com a forma como criamos, abatemos e comercializamos animais domesticados, pois outras pandemias tiveram sua origem em aves e porcos de criação, dentre outros animais. Há décadas os cientistas vêm alertando a sociedade para o risco de pandemias se tornarem cada vez mais frequentes, devido ao nosso estilo de vida insustentável.

## Aspectos culturais
O morcego é sagrado em Tonga e na África Ocidental e, frequentemente, é considerado a manifestação física de uma alma separada. Na cultura popular, os morcegos estão intimamente relacionados aos vampiros, que se diz serem capazes de se metamorfosear em morcegos. São também um símbolo de fantasmas, morte e doença. Entre alguns nativos americanos, como os Creeks, Cherokees e Apaches, o morcego é um espírito embusteiro. A tradição chinesa afirma que o morcego é um símbolo de longevidade e felicidade, bem como na Polônia, na região da Macedônia do Norte e entre os Árabes e Kwakiutls.
Na cultura ocidental, o morcego é frequentemente associado à noite e à sua natureza sombria. É um dos animais básicos associado com os caracteres ficcionais da noite, tanto a vilões como Drácula, quanto a heróis como Batman.
No Reino Unido, todos os morcegos estão protegidos pelos Decretos da Vida Silvestre e Zona Rural (Wildlife and Countryside Acts), e mesmo perturbar um morcego ou seu ninho pode ser punido com pesada multa.
Em alguns países asiáticos, morcegos são muito apreciados na culinária tradicional, contudo seu consumo vem sendo proibido devido à ameaça que representa para populações naturais já reduzidas por outros fatores.

## Morcegos no Brasil

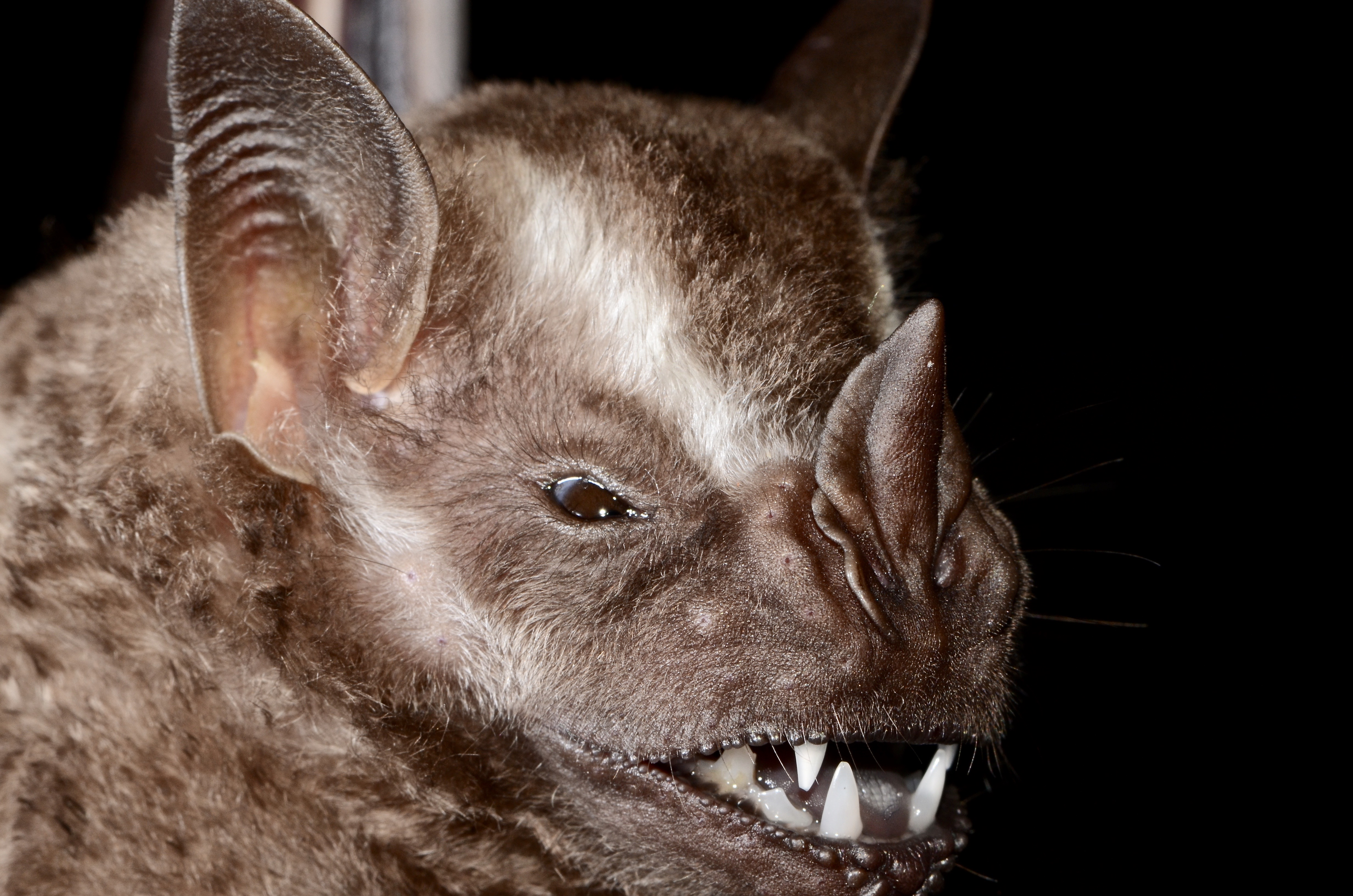
Um morcego da espécie Artibeus lituratus (Phyllostomidae), fotografado no Museu de História Natural e Jardim Botânico da Universidade Federal de Minas Gerais, Brasil.

Os morcegos são espécies silvestres e, no Brasil, estão protegidos pela Lei de Proteção à Fauna. A sua perseguição, caça ou destruição, no país, são consideradas crimes. Morcegos são no Brasil a segunda maior ordem de mamíferos, com pelo menos 182 espécies distribuídas em nove famílias e 68 gêneros, sendo que a maioria das espécies do país pertence à família Phyllostomidae. Há uma sociedade científica no país, a Sociedade Brasileira para o Estudo de Quirópteros, dedicada exclusivamente à pesquisa, ecopolítica e divulgação científica sobre morcegos.
Uma das espécies de morcego mais comum em áreas urbanas no país é morcego frugívoro Artibeus lituratus (considerada também um das maiores espécies de morcego do país). Cerca de 50% dos morcegos brasileiros se alimentam de plantas, dependendo delas ou não, diferente do padrão geral para a ordem Chiroptera como um todo, que contém 70% de espécies insetívoras.
Nos estados de Mato Grosso e de Minas Gerais, vêm sendo registrados surtos de raiva transmitida por espécies hematófagas. Estes surtos são conseqüência da intensa ação antrópica, que cada vez mais vem tirando os alimentos (por exemplo, aves) e destruindo o habitat dessas espécies para a construção de casas e loteamentos.

## Importância ecológica e econômica
1. São responsáveis por dispersar sementes de árvores e outras plantas à longa distância.[69] Centenas de sementes podem ser transportadas por um único morcego a cada noite.
2. Auxiliam na reprodução de centenas de espécies de plantas, visitando as flores como fazem de dia os beija-flores e as abelhas, e assim transportando o pólen de flor em flor.[70]
3. Há morcegos que se alimentam de pequenos animais, incluindo roedores e gafanhotos,[71] controlando pragas que causam grandes prejuízos à agricultura.[72]
4. Têm sido estudados para aperfeiçoamento de aparelhos de sonar e ultra-som.[73]
5. São largamente empregados em pesquisas científicas,[74] incluindo a ação de medicamentos que, no futuro, poderão ter aplicação em humanos.
6. A saliva do morcego vampiro comum tem forte ação anticoagulante.[75] A sua pesquisa poderá ter aplicações no tratamento de várias doenças vasculares.[49]
7. As fezes dos morcegos constituem excelente adubo natural (guano). Foram intensamente exploradas até ao desenvolvimento de adubos industriais.
8. O guano de morcegos é a principal fonte de nutrientes em muitas cavernas, portanto os morcegos sustentam muitos desses ecossistemas.
9. São importantes elos na cadeia alimentar, portanto o seu desaparecimento poderá resultar em desequilíbrio ambiental, causando maiores danos do que os causados pela sua proximidade com o homem.[76]
10. Comem traças e com isso ajudam na conservação de livros em bibliotecas.[77]

## Gravuras

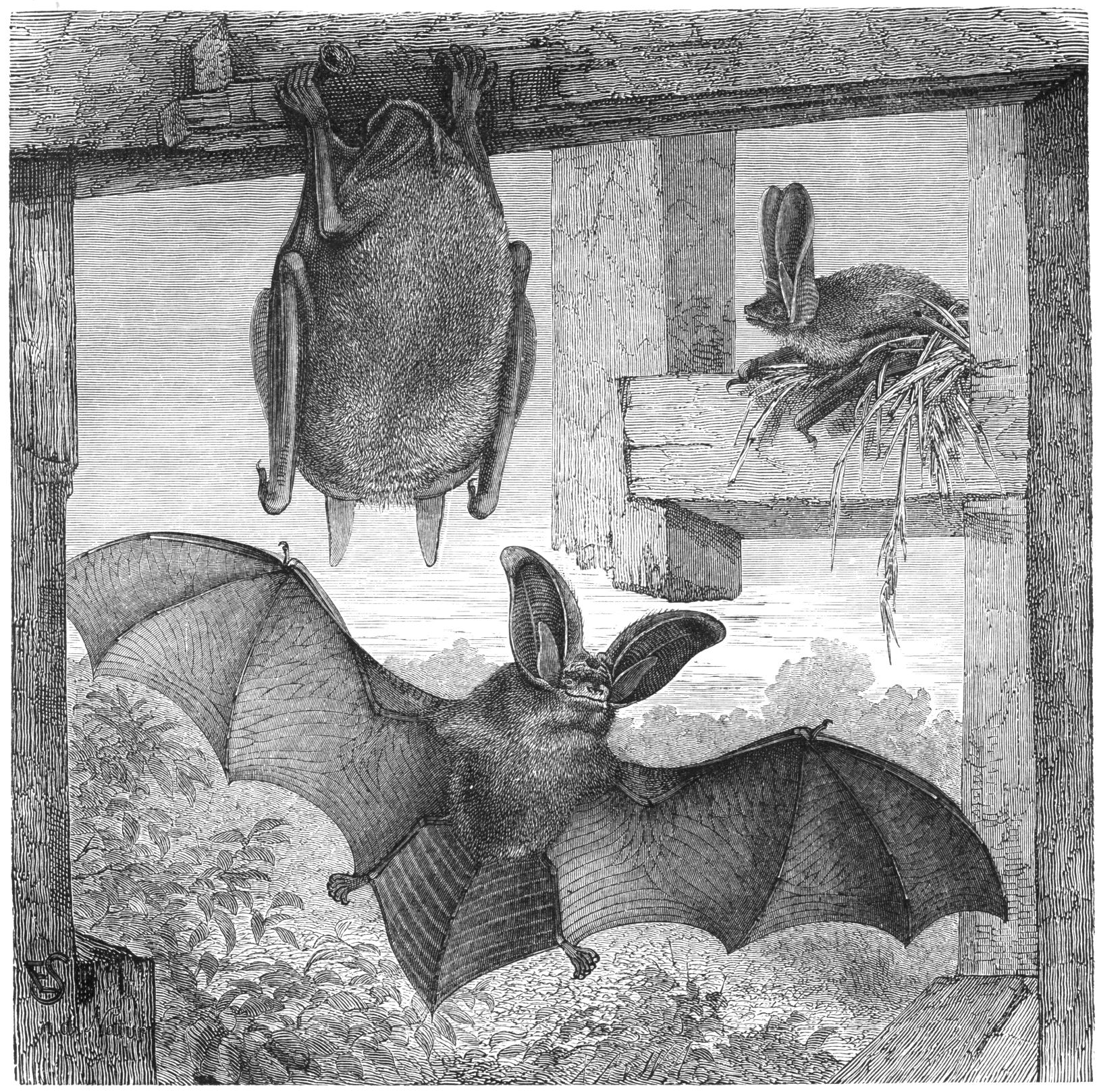
Plecotus auritus
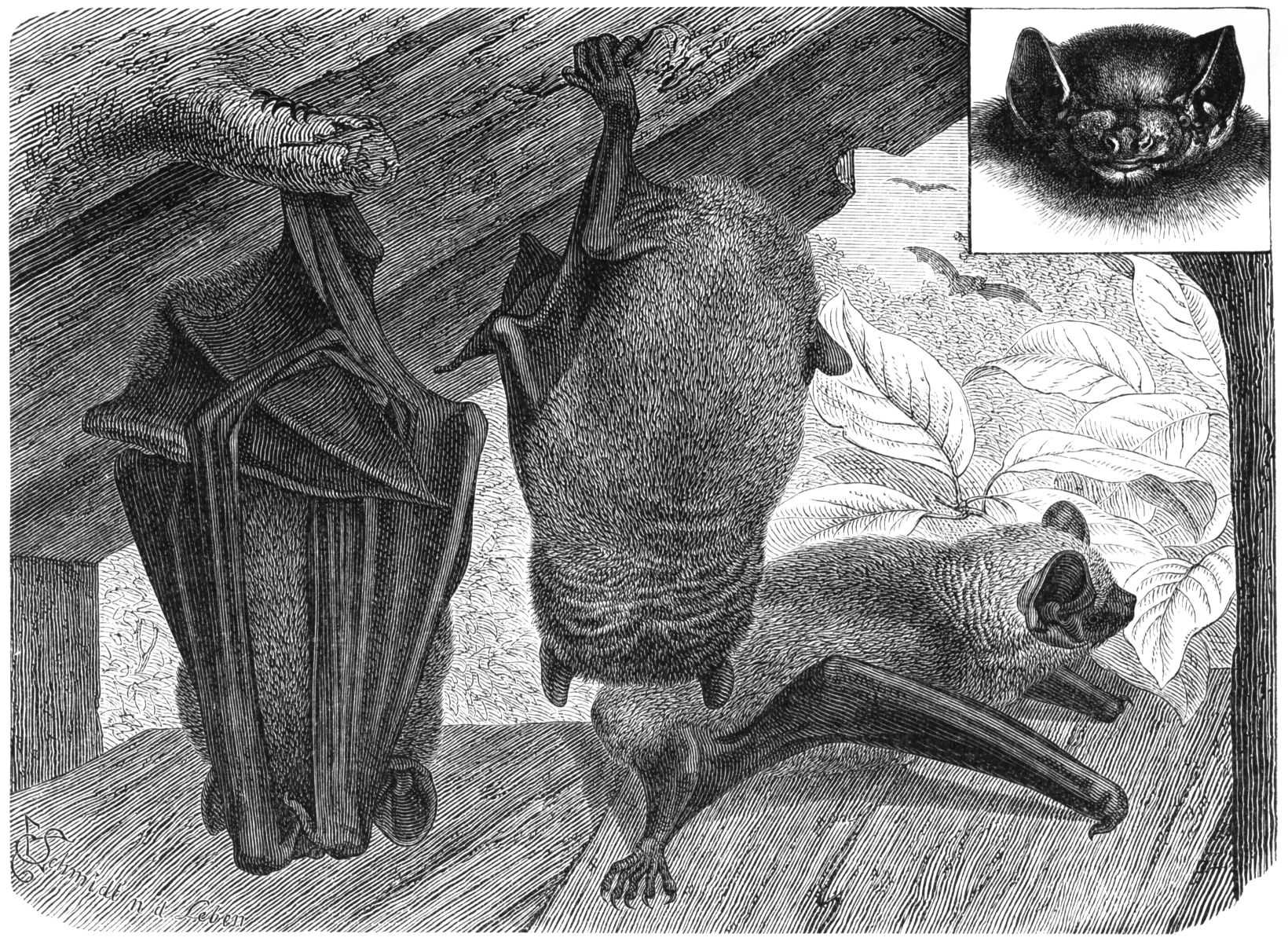
Nyctalus noctula
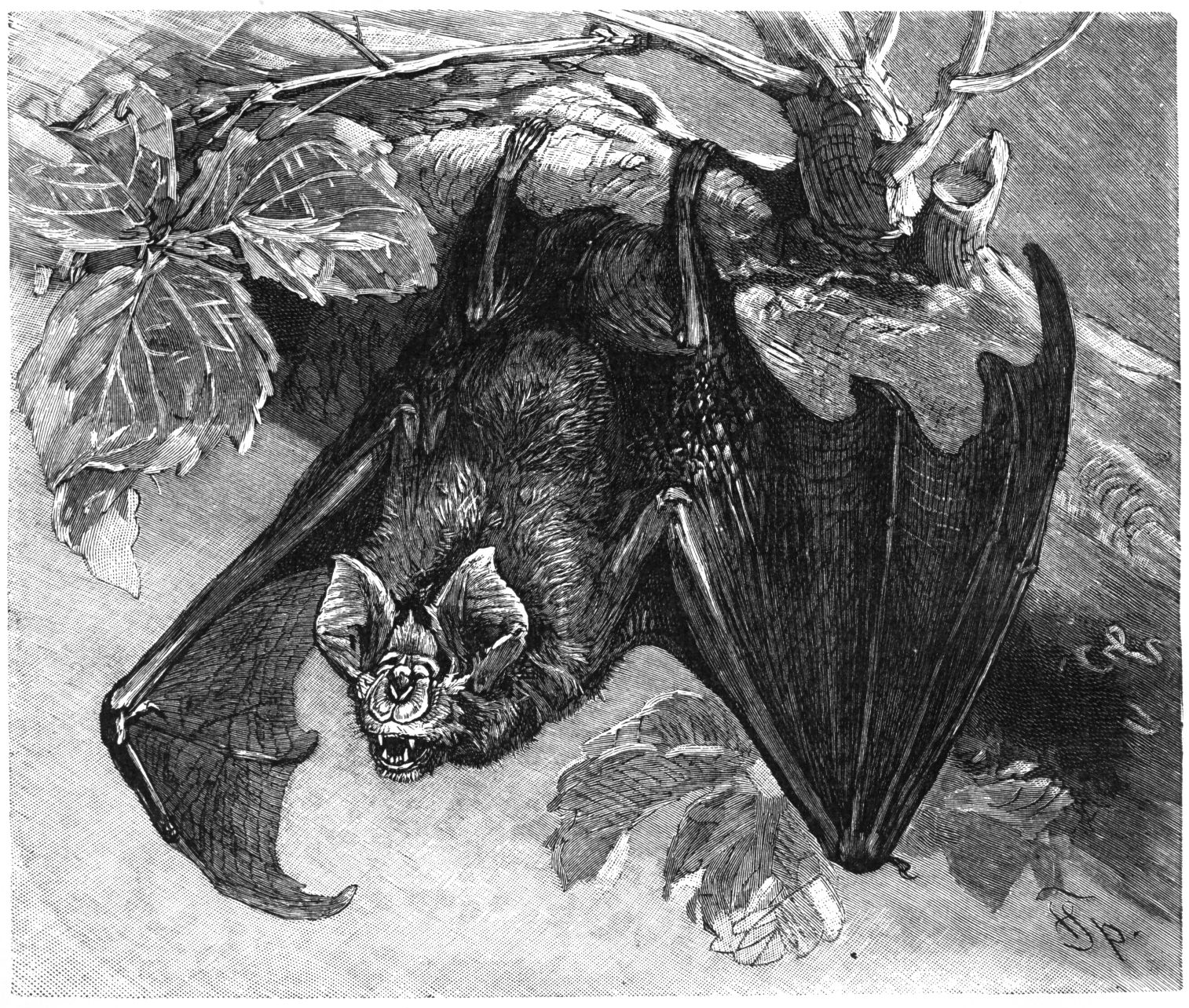
Rhinolophus ferrumequinum
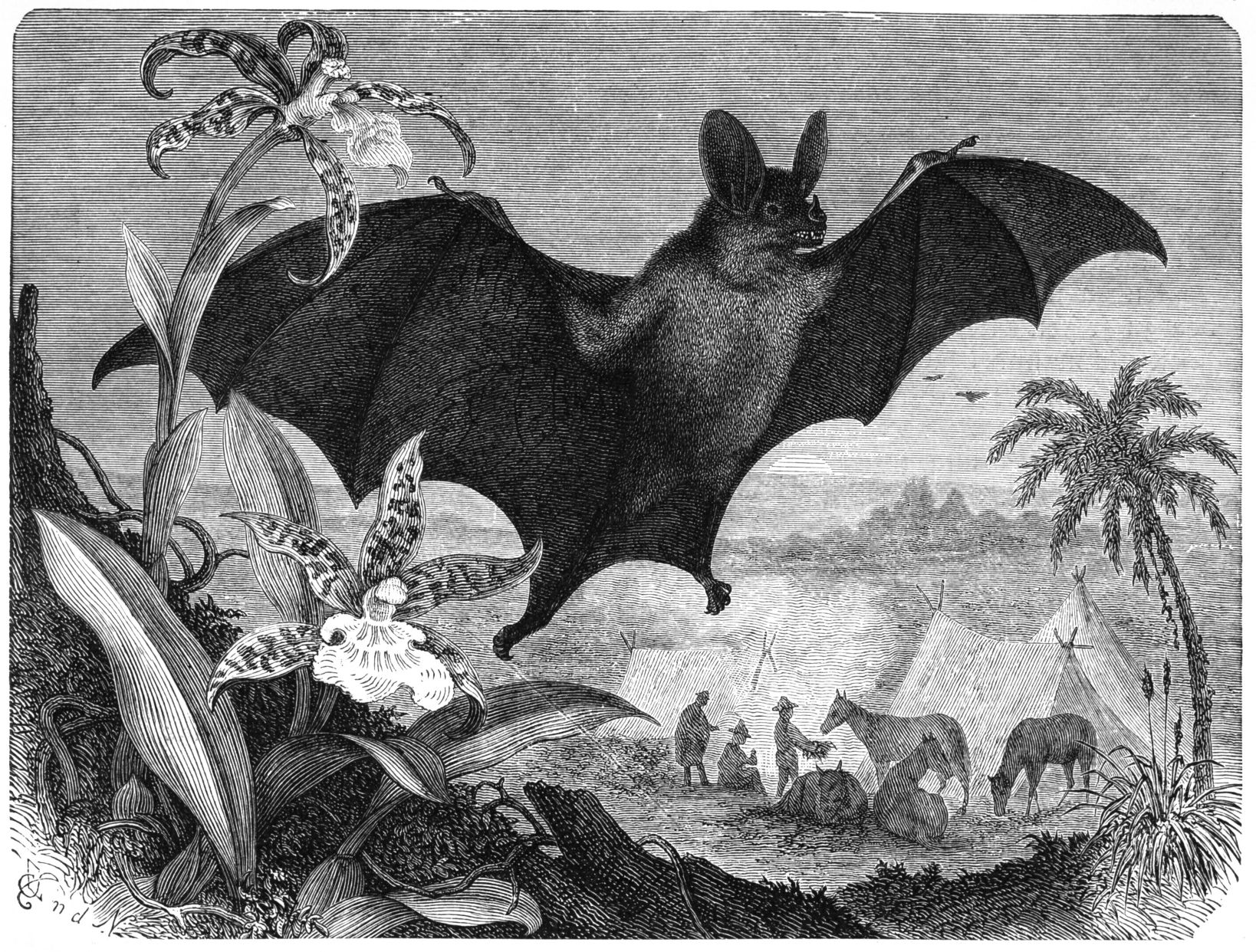
Espécie duvidosamente identificada como Desmodus rotundus pelo seu autor
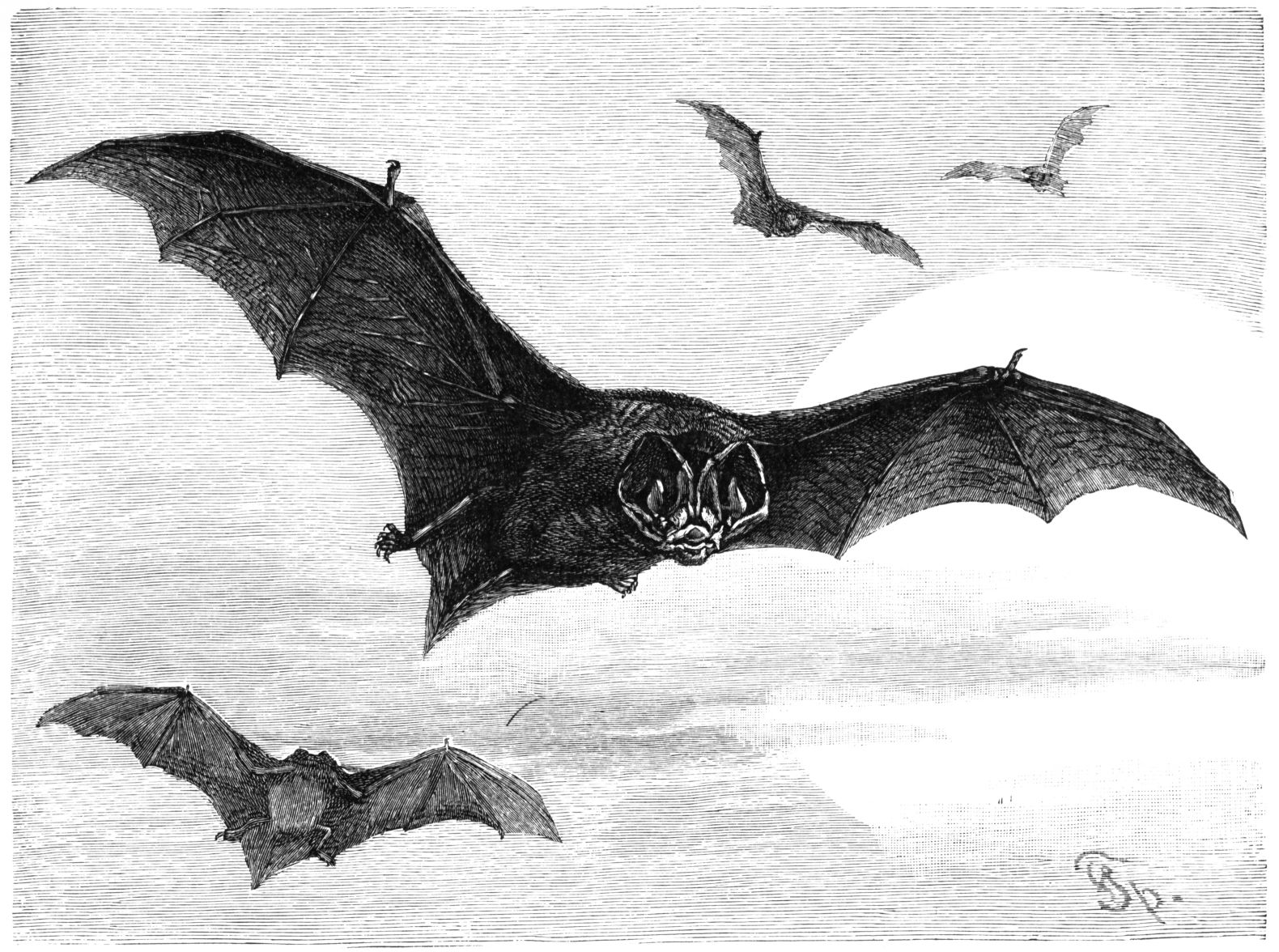
Barbastella barbastellus
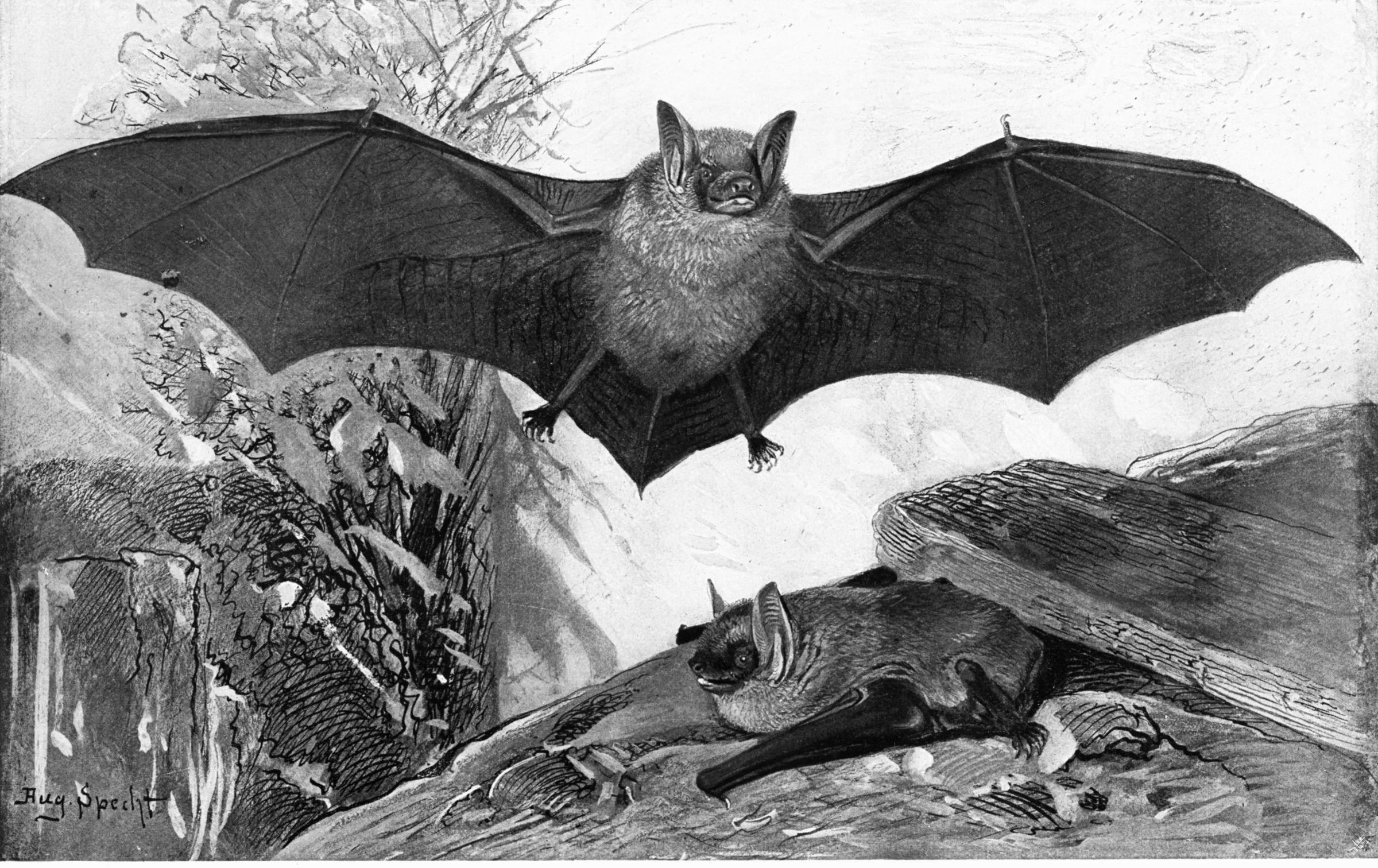
Myotis myotis
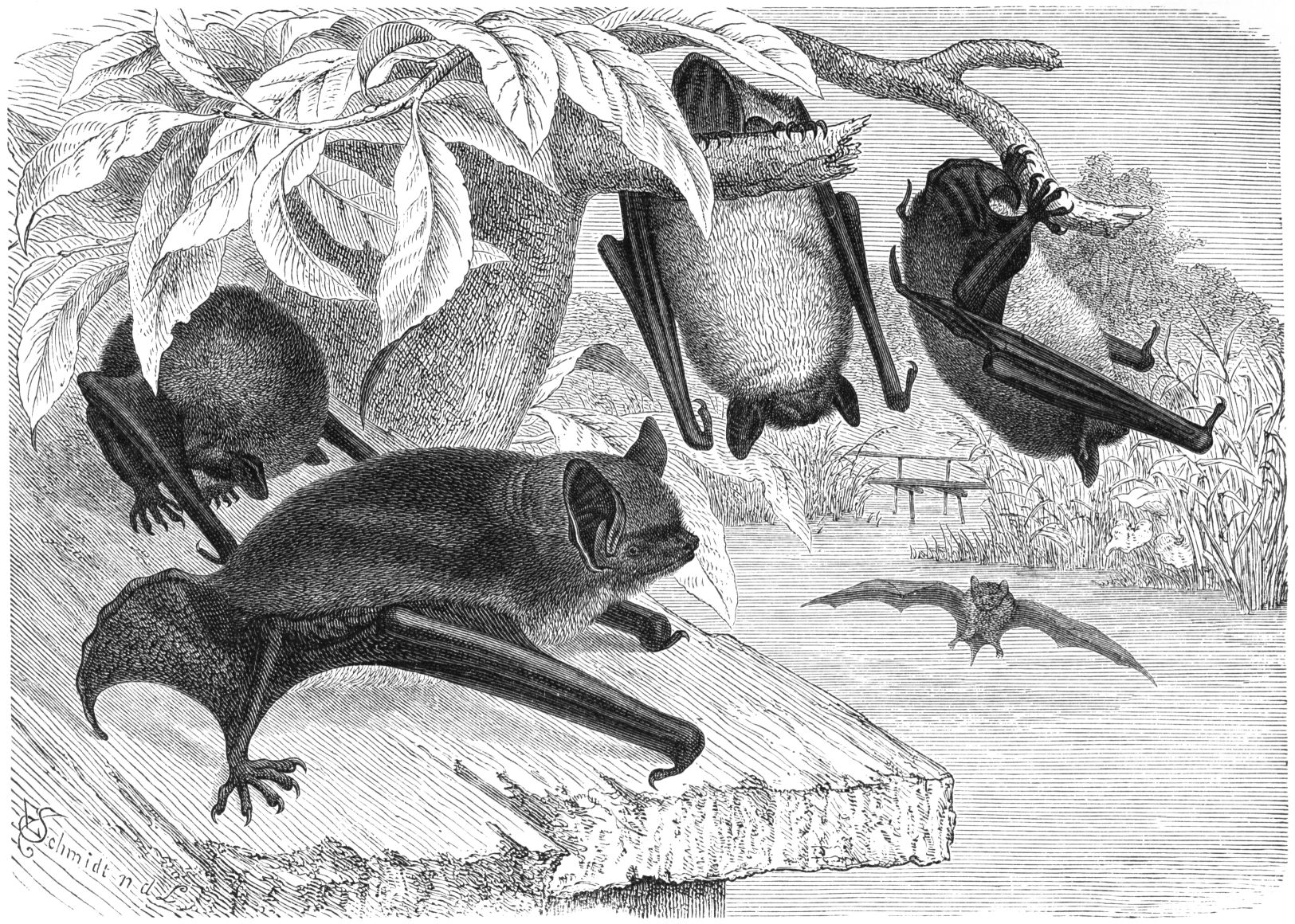
Myotis daubentoni
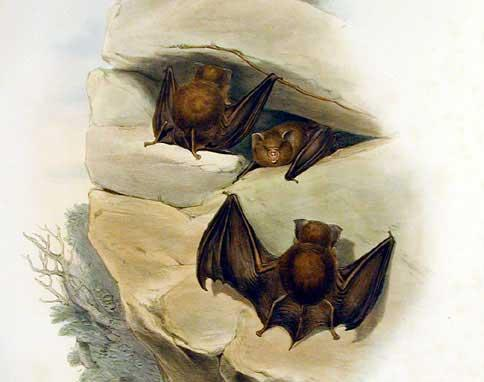
Hipposiderus cervinus